# 永島式結婚式
永島式結婚式（ながしましきけっこんしき）は、1908年に永島藤三郎によって考案された結婚式である。

## 概要
神社で神前結婚式が挙行することができない場合に、一般家庭その他で、簡単かつ荘厳に神前結婚式の一種を挙行する方法として考案された。
古式を基として、時勢に合うように折衷されたものである。

### 方法・順序
当事者の住居のなかで最も清潔な室またはその他で同様の場所を選んで、そこをさらに清潔にし、式場とする。もし当事者が希望するならば、永島氏が出張し、式を挙行する方法もあった。
式場は、座法、立法のいずれにも応用することができる。式場の床の間にはいざなぎ、いざなみ2柱の軸物、あるいは産土神社その他一家が崇敬する神々の軸物を掛ける。軸物が無い場合は御神号を謹書したものを床の間に掛け、床の間が無い場合は机、テーブルその他を置いてこれを仮床とする。
三方に神酒を1対の瓶子に入れて供え、この神酒のおさがりで夫婦三三九度の杯を行なう。
その他神前には洗米、水、塩、鏡餅、鮮魚、野菜、果物その他を供するといっそうよい。
儀式の順序は、
1. 新郎新婦神前誓約（媒酌人は誓約書を代読する）
2. 夫婦杯（三三九度の杯）
3. 祖先霊壇拝礼（舅姑または媒酌人に伴われて祖先の霊壇に結婚を報告し礼拝する）
4. 親子杯
5. 親類杯

以上の式の順序、方法その他は他の神社での結婚式とほぼ同じで、式ののち記念撮影をしたり、披露の宴会を開いたりするのも他の神前結婚式と同じである。